# Tabanus trigonus
Tabanus trigonus är en tvåvingeart som beskrevs av Daniel William Coquillett 1898. Tabanus trigonus ingår i släktet Tabanus och familjen bromsar. Inga underarter finns listade i Catalogue of Life.